# Familia Pop (Oaș)

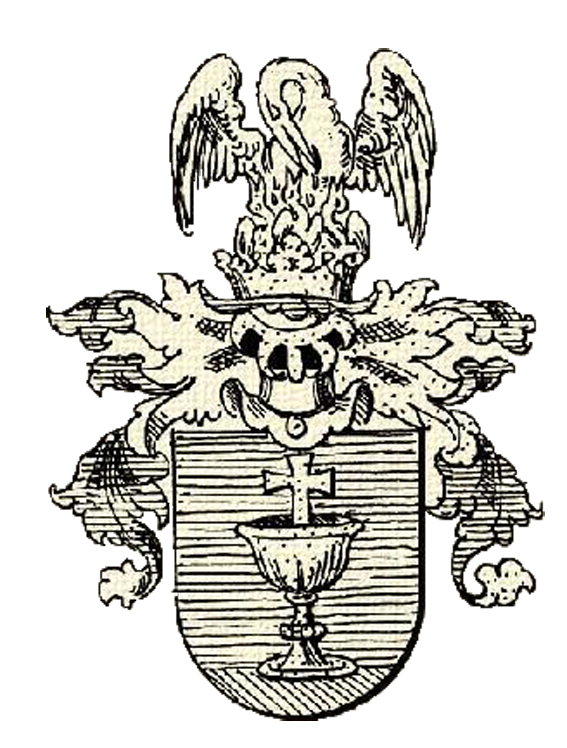
Blazonul familiei nobile Pop de Negrești și de Turț

Familia Pop de Negrești și de Turț (în maghiară avasfelsőfalui és turczi Pap család; turczi Papp család), este una dintre cele mai vechi și importante  familii nobile din zona istorică și etnografică Țara Oașului.

## Istoric
Familia Pop a fost înnobilată la Viena, în 12 august 1690, de către împăratul Leopold I al Sfântului Imperiu Roman, primind titlul ereditar de Nobili de Turcz (Turț) cu blazon. A fost primită în rândul nobililor sătmăreni în 27 septembrie 1690, de către convenția nobiliară sătmăreană. Din anul 1700 familia poartă și titlul ereditar de Nobili de Negrești, tot din acest an pe lângă o parte însemnată din Negrești în posesia familiei intră și proprietăți din localitățile: Odoreu (în maghiară Szatmárudvari (Udvari)), Valea Vinului (în maghiară Borhíd (Szamosborhíd)) și Apa.
În decenile următoare familia își înmulțește avutul prin noi achiziții de proprietăți. Din această familie au făcut parte numeroși preoți greco catolici din Comitatul Sătmar și din Comitatul Ugocea.

## Membri ai familiei
- Ioan Pop de Negrești și de Turț, protopop al Țării Oașului, între anii 1825-1839
- Francisc (Ferencz) Pop de Negrești și de Turț, în 1848 a fost căpitan al husarilor[2]
- Gheorghe Pop de Negrești și de Turț, în 1849 a fost membru al  Garzii Naționale Maghiare (în maghiară Nemzetőrség),  și mai târziu magistrat.[2]
- Ioan Pop de Negrești și de Turcz, latifundiar din Țara Oașului, soțul baroanei Maria Péchy de Péchújfalu (1800-1850), stră-străbunic al lui Ionuț Silaghi de Oaș.
- Susana Pop de Turț, mama deputatului Gheorghe Pop de Băsești, președinte al Partidului Național Român din Transilvania[3], președinte al Marii Adunãri Naționale de la Alba Iulia.[4]